# برايان كي. هوبكينز
برايان كي. هوبكينز هو سياسي أمريكي، ولد في 8 نوفمبر 1961 في شيكاغو في الولايات المتحدة. نشط حزبياً في الحزب الديمقراطي.